# Збјег
Збјег је насељено место у саставу општине Бебрина у Бродско-посавској жупанији, Република Хрватска.

## Историја
До територијалне реорганизације у Хрватској налазио се у саставу старе општине Славонски Брод.

## Становништво
На попису становништва 2011. године, Збјег је имао 427 становника.

## Попис1991.
На попису становништва 1991. године, насељено место Збјег је имало 450 становника, следећег националног састава:
| Попис 1991.‍  | Попис 1991.‍  | Попис 1991.‍ | Попис 1991.‍ | Попис 1991.‍ |
| ------------ | ------------ | ----------- | ----------- | ----------- |
|              |              |             |             |             |
| Хрвати       | Хрвати       |             | 438         | 97,33%      |
| Југословени  | Југословени  |             | 5           | 1,11%       |
| Украјинци    | Украјинци    |             | 3           | 0,66%       |
| Срби         | Срби         |             | 1           | 0,22%       |
| неопредељени | неопредељени |             | 1           | 0,22%       |
| непознато    | непознато    |             | 2           | 0,44%       |
| укупно: 450  |              |             |             |             |